# Stallo (seggio)

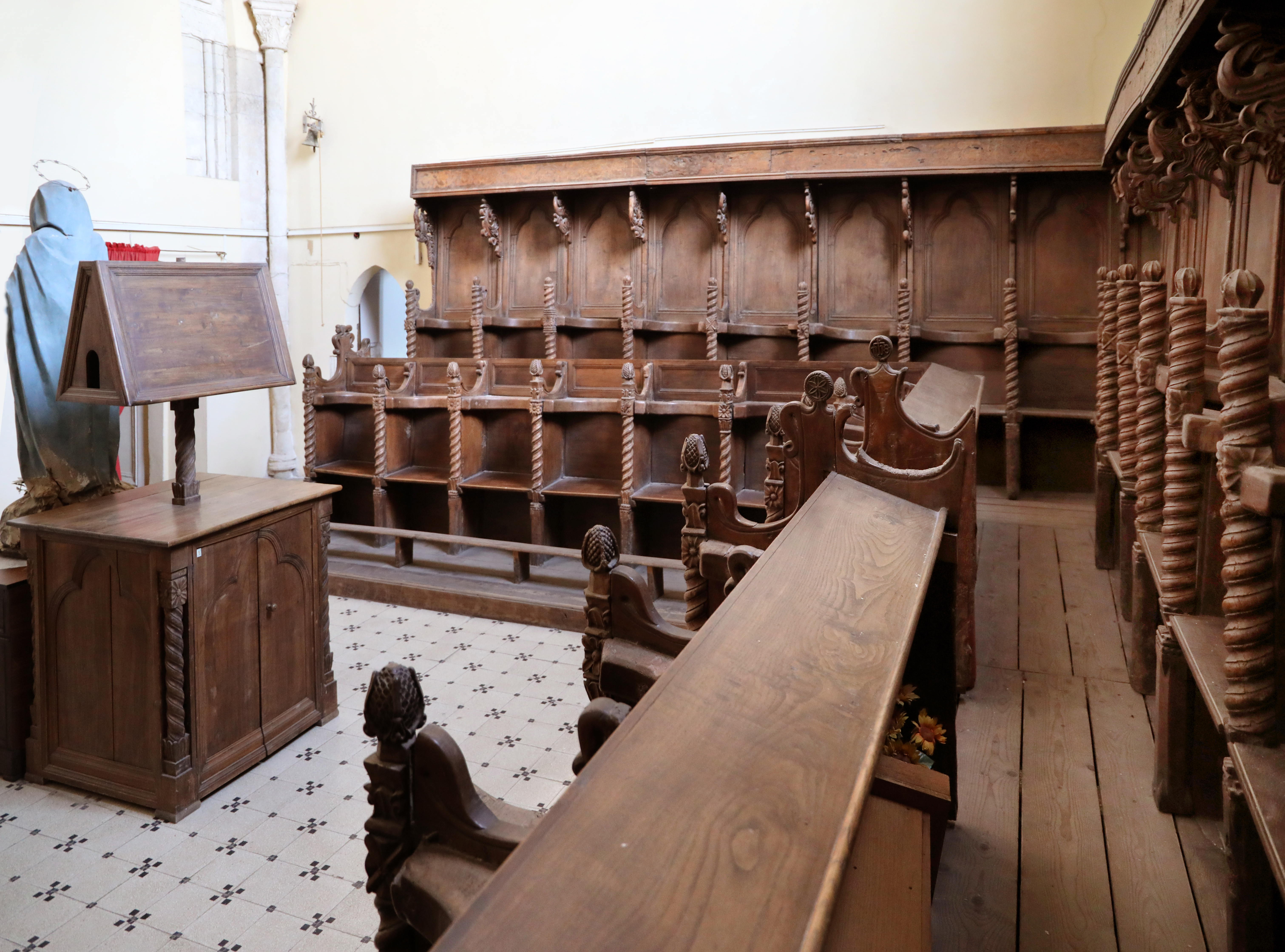
Stalli del coro della chiesa di San Francesco a Cosenza

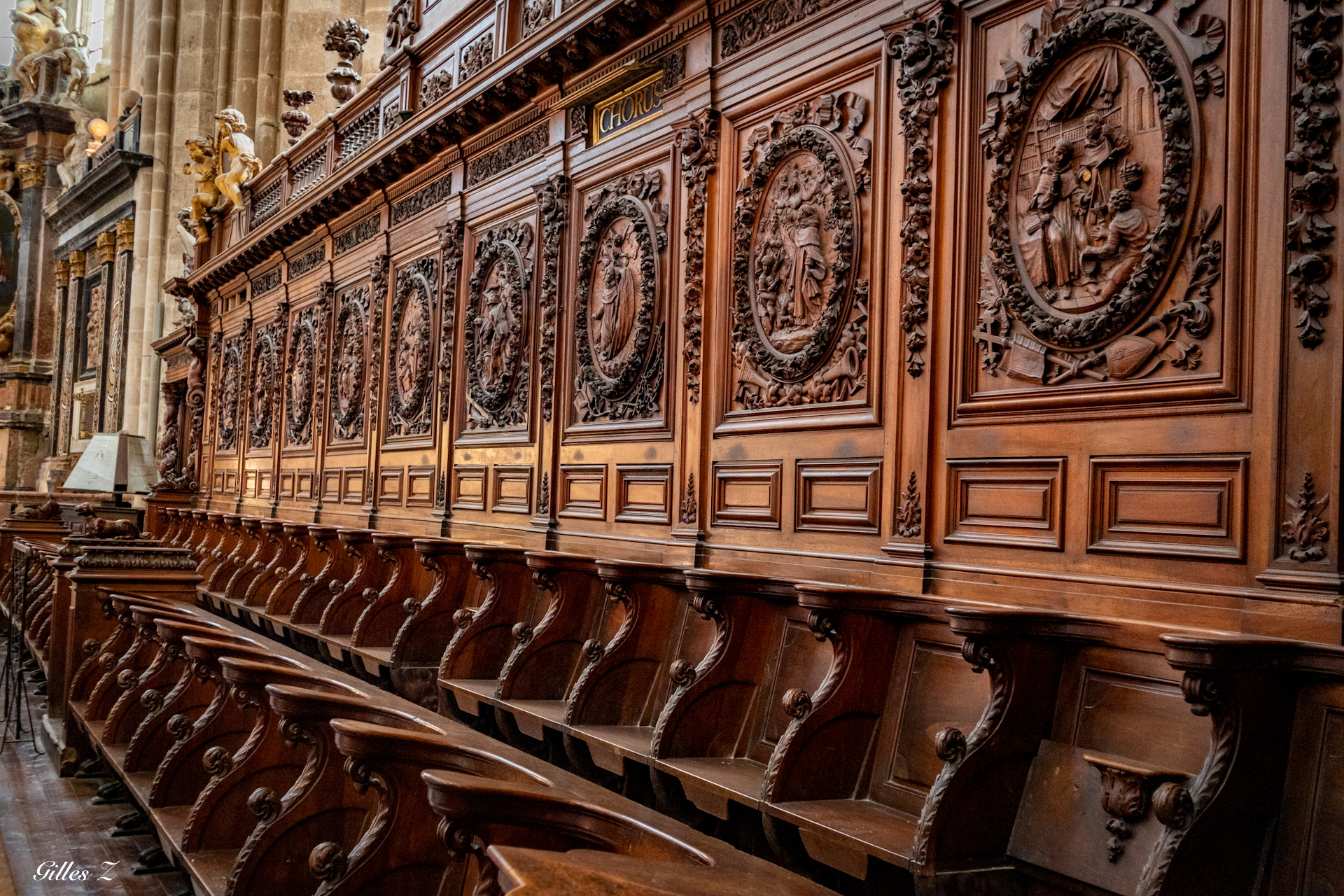
Stalli della Basilica di Santa Maria Maddalena a Saint-Maximin-la-Sainte-Baume in Francia

Lo stallo è uno scranno sito nel coro delle cattedrali o delle chiese conventuali, dove prendono posto i prelati od i monaci durante le celebrazioni liturgiche solenni.

## Descrizione
Molto spesso è realizzato in legno pregiato e scolpito da artigiani specializzati chiamati ebanisti.
Queste strutture sono spesso la parte più importante degli arredi sacri delle chiese in cui sono inseriti.
Nel corso dei secoli è variata la forma e lo stile secondo il quale sono stati realizzati, ma non la funzione a cui sono adibiti.

### Misericordia
Poiché in numerose occasioni la celebrazione liturgica canora vuole che il corista rimanga in piedi, sulla parte inferiore del sedile ribaltabile dello stallo è spesso applicata una piccola mensola (spesso ornata e scolpita artisticamente come lo stallo stesso), detta "misericordia", che consente al corista di appoggiarvi in parte i glutei durante le lunghe funzioni cantate, attenuando così lo sforzo di rimanere a lungo in piedi, specialmente per i coristi più anziani o sofferenti.